# Doliochoeridae
Doliochoeridae — вимерла родина свиновидих парнопалих, які колись були широко поширені в Євразії та Африці з раннього олігоцену до пізнього міоцену. У минулому часто називали пекарі Старого Світу, доліохероріди тепер вважаються окремою родиною свиновидих, окремою від справжніх пекарі.